# Zaranj
La ciudad de Zaranj (زرنج) es la capital de la provincia de Nimruz (Afganistán), ubicada en el sudoeste del país, cerca de la frontera iraní. Tiene aproximadamente 70.000 habitantes y es de significativa importancia por el comercio con Irán y Pakistán. Ciudad histórica, fue conocida como Sarang en sánscrito, y más tarde se conoció como Zarang.
- Datos: Q475802
- Multimedia: Zaranj / Q475802